# Félix Faure (metropolitana di Parigi)
Félix Faure è una stazione sulla linea 8 della Metropolitana di Parigi, situata nel XV arrondissement.

## La stazione
La stazione venne aperta il 27 luglio 1937 ed è situata sotto place Étienne Pernet, a fianco della chiesa di Saint-Jean-Baptiste de Grenelle e all'avenue Félix Faure.
Félix Faure è stato, dal 1895 al 1899, presidente della Repubblica Francese noto per esser morto, nel Palazzo dell'Eliseo, fra le braccia della sua amante.

## Interconnessioni
- Bus RATP - 70, 88 (rue des Entrepreneurs)